# Physoschistura yunnaniloides
Physoschistura yunnaniloides és una espècie de peix de la família dels balitòrids i de l'ordre dels cipriniformes.

## Morfologia
- Línia lateral completa.
- Sembla relacionat amb Physoschistura shanensis en la morfologia, però se'n diferencia pel seu musell punxegut, 18-20 franges transversals al llarg de la part lateral del cos, menys radis ramificats a l'aleta dorsal i a la pectoral, un peduncle caudal més esvelt, una aleta dorsal més alta i una aleta pelviana més curta.[1]

## Hàbitat i distribució geogràfica
És un peix d'aigua dolça, demersal i de clima tropical, el qual viu a la conca del riu Chindwin (Myanmar).

## Observacions
És inofensiu per als humans.